# Greensburg (Louisiana)
Greensburg és una població dels Estats Units a l'estat de Louisiana. Segons el cens del 2000 tenia 631 habitants.

## Demografia
Segons el cens del 2000, Greensburg tenia 631 habitants, 242 habitatges, i 150 famílies. La densitat de població era de 96,7 habitants/km².
Dels 242 habitatges en un 31% hi vivien nens de menys de 18 anys, en un 41,3% hi vivien parelles casades, en un 15,7% dones solteres, i en un 38% no eren unitats familiars. En el 35,1% dels habitatges hi vivien persones soles el 16,5% de les quals corresponia a persones de 65 anys o més que vivien soles. El nombre mitjà de persones vivint en cada habitatge era de 2,33 i el nombre mitjà de persones que vivien en cada família era de 3,06.
Per edats la població es repartia de la següent manera: un 22,3% tenia menys de 18 anys, un 8,1% entre 18 i 24, un 24,9% entre 25 i 44, un 22,2% de 45 a 60 i un 22,5% 65 anys o més.
L'edat mediana era de 40 anys. Per cada 100 dones de 18 o més anys hi havia 83,5 homes.
La renda mediana per habitatge era de 25.625 $ i la renda mediana per família de 35.000 $. Els homes tenien una renda mediana de 30.625 $ mentre que les dones 19.861 $. La renda per capita de la població era de 15.083 $. Entorn del 26% de les famílies i el 27,1% de la població estaven per davall del llindar de pobresa.

## Poblacions més properes
El següent diagrama mostra les poblacions més properes.